# Masanori Suzuki
Masanori Suzuki (鈴木 政紀, Suzuki Masanori) est un footballeur japonais né le 15 septembre 1968 à Tokyo au Japon.

## Palmarès
- Championnat du Japon :
  - Champion en 1997 (Júbilo Iwata).